# Jeremiah Anderson
Pour les articles homonymes, voir Anderson.
Jeremiah Anderson est un abolitionniste américain né le 17 avril 1833 dans le comté de Putnam, en Indiana, et mort le 18 octobre 1859 à Harpers Ferry, alors en Virginie. Il est connu pour avoir participé au raid contre Harpers Ferry mené par John Brown, au terme duquel il est tué dans l'assaut contre leur dernier retranchement.